# Ludwig Deutsch

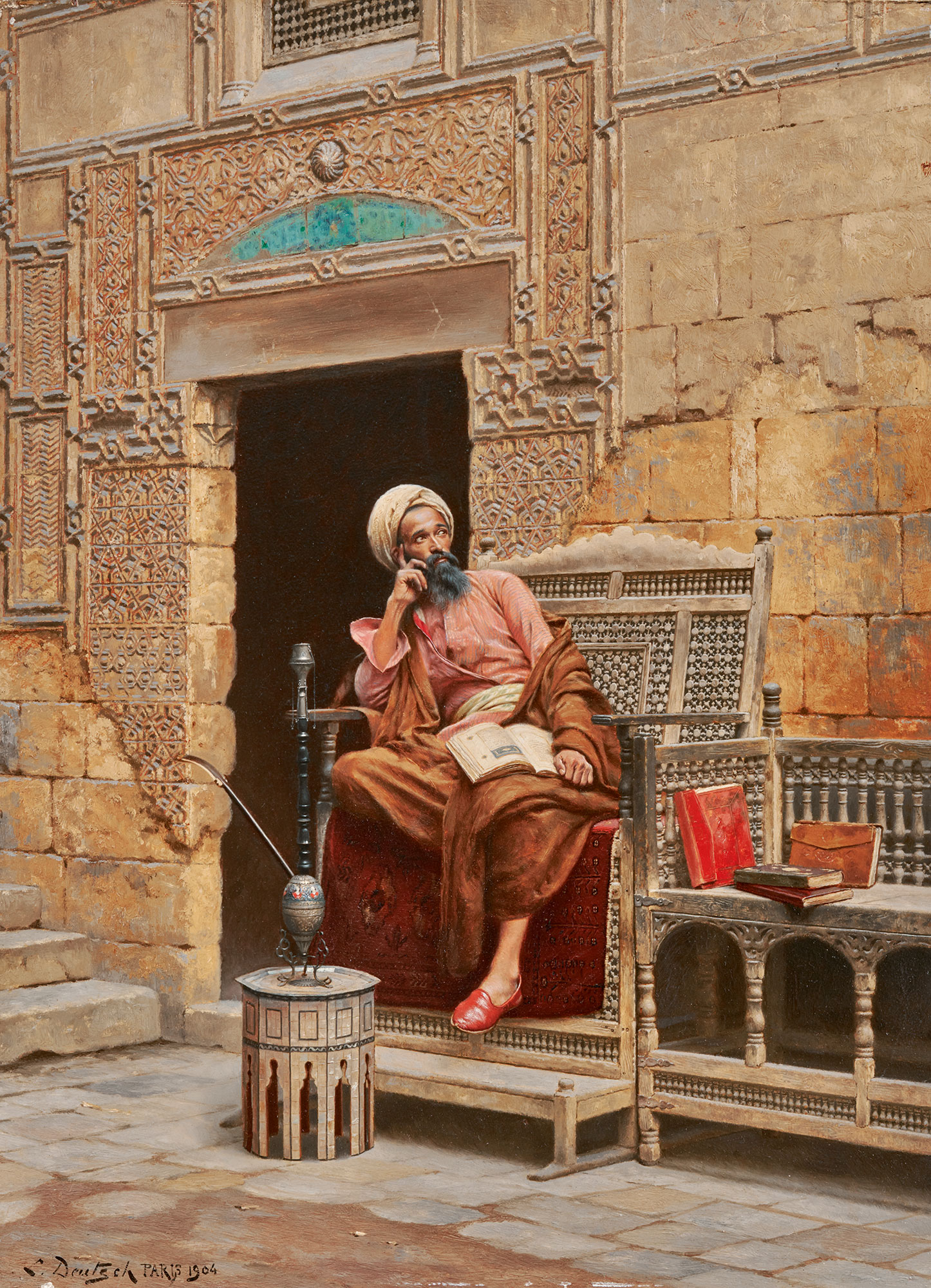
Le Scribe (Der Schreiber), 1904

Ludwig Deutsch (auch Louis Deutsch; * 13. Mai 1855 in Wien; † 9. April 1935 in Paris) war ein österreichischer Maler des Orientalismus. Er war in Paris tätig und erhielt 1919 die französische Staatsbürgerschaft.

## Leben
Ludwig Deutsch war der Sohn des späteren k. k. Hofwechslers Ignaz Deutsch und der Charlotte Löwit. Er studierte nach dem Abitur von 1872 bis 1875 an der Wiener Akademie der bildenden Künste bei Anselm Feuerbach und seit 1876 bei Leopold Carl Müller. 
Im Jahre 1878 zog er nach Paris, wo er sein Studium bei Jean-Paul Laurens fortsetzte. In Paris war er mit dem österreichischen Orientalisten Rudolf Ernst befreundet. Auch Deutsch spezialisierte sich im orientalen Milieu. Er gründete sein eigenes Studio in Paris in der Rue Le Pelletier.
Im Jahre 1886 unternahm Deutsch seine erste, 1890 seine zweite Reise nach Ägypten. Während seines Aufenthaltes in Ägypten sammelte Deutsch viele Skizzen und auch Fotografien, die ihm später im Pariser Studio als Vorlagen für Ölbilder dienten.
Während des Ersten Weltkrieges musste Deutsch Frankreich verlassen und verbrachte die Kriegszeit wahrscheinlich in Nordafrika.
Nach dem Krieg erhielt Deutsch 1919 die französische Staatsbürgerschaft und begann, seinen Namen „Louis Deutsch“ zu schreiben.

## Werke (Auswahl)
- Le Tombeau du khalife, 1884
- La Jeune favorite, 1888
- L’Université au Caire, 1890
- Garde du Palais, 1896
- Le Jeu d’échecs, 1896
- Le Tribut, 1897
- Le Scribe, 1904